# Londýnská dohoda o stíhání a potrestání hlavních válečných zločinců Osy
Londýnská dohoda o stíhání a potrestání hlavních válečných zločinců Osy je mezinárodní smlouva, kterou Spojené státy americké, Spojené království, Francie a Sovětský svaz na základě Moskevské deklarace rozhodli o potrestání válečných zločinců Osy. Připojenou chartou byl zřízen Mezinárodní vojenský tribunál v Norimberku a upraven Norimberský proces.
Charta Mezinárodního vojenského tribunálu stanovila které zločiny budou protrestány. Stanovila tři kategorie zločinů souzených před vojenským tribunálem: zločiny proti míru, válečné zločiny a zločiny proti lidskosti.